# Joseph-Ernst Fugger von Glött
Joseph Ernst Hermann Theodor Carl Maria Graf, seit 1940: Fürst Fugger von Glött (* 26. Oktober 1895 in Kirchheim in Schwaben; † 13. Mai 1981 in Miesbach) war ein deutscher Politiker der CSU. Die geläufige Namensform ist Joseph-Ernst Fürst Fugger von Glött.

## Leben
Joseph-Ernst Graf Fugger von Glött war das jüngste von drei Kindern des Carl Ernst Fürst Fugger von Glött (1859–1940) und der Gräfin Elisabeth von Quadt zu Wykradt und Isny (1862–1940).
Er machte sein Abitur an der Stella Matutina (Jesuitenkolleg) in Feldkirch. Im Ersten Weltkrieg diente er als Leutnant bei einem Königlich Bayerischen Kavallerieregiment. Nach dem Krieg beendete er sein Studium der Landwirtschaft an der Universität Hohenheim.
In erster Ehe war er zwischen 1920 und 1943 mit Stephanie Prinzessin von Hohenzollern (1895–1975) verheiratet. 1975 heiratete er die 40 Jahre jüngere Angela von Kienlin (* 1935).
Fugger von Glött war seit 1940 Chef des ehemals fürstlichen Hauses Fugger von Glött, eines Zweiges der Fugger von der Lilie, und nannte sich daher seitdem „Fürst Fugger von Glött“.
Er gehörte ab 1939 der Wehrmacht an. Nachdem er aufgrund des Prinzenerlasses entlassen worden war, schloss er sich dem Kreisauer Kreis an und war Mitglied der Widerstandsgruppe um den früheren bayerischen Gesandten in Berlin, Franz Sperr (Sperr-Kreis). Er erklärte sich bereit, im Falle eines erfolgreichen Umsturzes das Amt eines Landesverwesers für Bayern zu übernehmen. Nach dem gescheiterten Attentat auf Hitler am 20. Juli 1944 wurde er durch den Volksgerichtshof unter Roland Freisler zu drei Jahren Gefängnis verurteilt, die er im Strafgefängnis Berlin-Tegel und im Zuchthaus St. Georgen Bayreuth verbrachte. Dort wurde er am 14. April 1945 durch die US-Army befreit.
Nach dem Krieg gehörte er zu den Mitbegründern der CSU in Mindelheim. Er gehörte dem Deutschen Bundestag in dessen erster Legislaturperiode (1949–1953) als im Wahlkreis Memmingen direkt gewählter Abgeordneter an. 1951 gründete er die Deutsche Parlamentarische Gesellschaft mit. 1953 bis 1956 war er Vorsitzender der Interparlamentarischen Arbeitsgemeinschaft (IPA). Von 1954 bis 1962 war er Mitglied des Bayerischen Landtages, von 1946 bis 1948 Kreisrat in Mindelheim, von 1950 bis 1953 Mitglied der Parlamentarischen Versammlung des Europarates und von 1954 bis 1959 stellvertretender Vorsitzender der CSU-Landtagsfraktion. 1948 war er Initiator der Gründung der Arbeitsgemeinschaft Deutscher Stiftungen. Von 1940 bis 1981 war er Senioratsvorsitzender der Fuggerschen Stiftungen, dem Aufsichtsgremium der Fuggerei-Verwaltung. Vorsitzender des Schwäbischen Hochschulkuratoriums war er 1966 und außerdem ein Mitinitiator der Universität Augsburg.
Fugger von Glött war kinderlos und adoptierte seinen Neffen Albert Graf Fugger von Glött (1932–2020), Sohn seiner älteren Schwester Maria (1894–1935) und Ferdinand Graf von Arco-Zinnebergs (1882–1940).

## Ehrungen
- 1956: Großes Verdienstkreuz der Bundesrepublik Deutschland
- 1961: Bayerischer Verdienstorden
- 1965: Großes Verdienstkreuz mit Stern der Bundesrepublik Deutschland
- 12. Juni 1980: Goldmedaille der Arbeitsgemeinschaft Deutscher Stiftungen: Medaille für Verdienste um das Stiftungswesen, überreicht durch Bundespräsident Prof. Dr. Karl Carstens
- 1981: Großes Verdienstkreuz mit Stern und Schulterband der Bundesrepublik Deutschland